# عبدالله معتمدی
عبدالله معتمدی (زاده ۱۳۴۱ در شهرکرد) روانشناس اهل ایران است. وی استاد تمام دانشگاه علامه طباطبائی و رئیس پیشین این دانشگاه است.

## سوابق
او از تاریخ ۴ مهر ۱۴۰۰ از سوی وزیر علوم وقت به عنوان سرپرست دانشگاه علامه طباطبایی منصوب گردید و در تاریخ ۷ بهمن ۱۴۰۰ با تأیید شورای عالی انقلاب فرهنگی رئیس دانشگاه علامه طباطبایی شد.
او تا اوایل مهر ۱۴۰۳ ریاست این دانشگاه را بر عهده داشت.
عضویت در هیئت امنا دانشگاه‌های منطقه اصفهان، عضویت در کمیته هماهنگی آمایش آموزش عالی، عضویت در کارگروه روان‌شناسی شورای تحول علوم انسانی، عضویت در کارگروه روانشناسی ایران از جمله سوابق معتمدی است.

## تالیفات
از او تاکنون بیش از چهل مقاله منتشر شده‌است. برخی از عناوین این مقالات عبارت است از:
- ابعاد استعلای سالمندی در زنان سالمند ایرانی: یک مطالعه پدیدارشناسی
- الگوی تحول «مایی» در زوج‌های موفق بر مبنای نظریه زمینه ای
- تدوین و اعتباریابی مدل علّی رضایت زناشویی بر اساس سبک زندگی اسلامی با واسطه گری خودمهارگری
- رابطه بین ذهنی سازی با اضطراب و اجتناب مرتبط با دلبستگی در دختران نوجوان
- رابطه سبک‌های دلبستگی با تعهد زناشویی در افراد مرتکب بی وفایی زناشویی
- تعیین اثربخشی برنامه آموزشی مبتنی بر مسئولیت پذیری اجتماعی بر گرایش به رفتارهای پرخطر نوجوانان در معرض خطر[۳]